# Sansēru
Sansēru auch Sanseiru (japanisch サンセール oder 三十六手; chinesisch 三十六, Pinyin sānshíliù) ist eine Kata des Karate. Sie wird u. a. im Gōjū-Ryū geübt.

## Name
Sansēru bedeutet in chinesischen Schriftzeichen die Zahl 36. Damit wird auf die Formel 6 × 6, ein buddhistisches Konzept, verwiesen. Die ersten sechs Zahlen stehen für Auge, Ohr, Nase, Zunge, Körper und Geist (Skandhas). Die nächsten sechs Zahlen symbolisieren die Farbe, die Stimme, den Geschmackssinn, den Geruchssinn und die Gerechtigkeit. Sie wird auch als die „Drachen-Kata“ bezeichnet.

## Bubishi
Laut dem Bubishi stammt der Name der Kata von den 36 Vitalpunkten des Körpers, welche durch die Techniken der Kata effektiv angegriffen werden können.

## Inhalt
In Sansēru werden Bewegungen und Techniken speziell für den Nahkampf in alle vier Richtungen ausgeführt. In der Realität erfolgt ein Angriff oft vollständig überraschend und ohne Vorwarnung. Sansēru folgt diesem Rhythmus. Ruhe wechselt plötzlich in schnelle Aktion und langsamen, weichen Bewegungen folgen unmittelbar explosive Techniken. Sansēru dient dazu, diese Schnelligkeit und Kraft zu entwickeln.

## Prüfungsordnung
Im DKV wird Sansēru für die Stilrichtung Gōjū-Ryū bei der Prüfung zum 2. Kyū, 1. Kyū und 1. Dan gezeigt werden, die Bunkai bei der Prüfung zum 1. Dan.

## Videos
- Andreas Ginger: Goju-Ryu Kata. Videoproduktion Geupel (DVD, ohne Altersbeschränkung, ca. 100 min)
- Mario Holderbach: Goju-Ryu-Kata. Best Fitness Solutions (DVD, ohne Altersbeschränkung)